# Infernal (Barathrum)
Infernal è il terzo album in studio del gruppo musicale finlandese Barathrum, pubblicato nel 1997 dalla Nazgul's Eyrie Productions.

## Tracce
1. The Night of the Demon Lord – 5:37
2. The Blasphemer – 3:58
3. Warmetal – 2:55
4. Deliver a Battle – 3:52
5. Death Is Saviour – 2:54
6. Leaving the World of Mortals – 10:49
7. Deadmarch – 6:32
8. Ethereal Guest – 4:48
9. Immortal Warrior – 5:29
10. Demon Est Deus Inversus – 4:03
11. Infernal – 14:48

## Formazione

### Gruppo
- Demonos – voce, chitarra, basso, effetti
- Sulphur – chitarra
- Pimeä – batteria, percussioni, basso